# Polyèdre sphérique
Ne doit pas être confondu avec Polygone sphérique.
Cet article court présente un sujet plus développé dans : Pavage de la sphère.

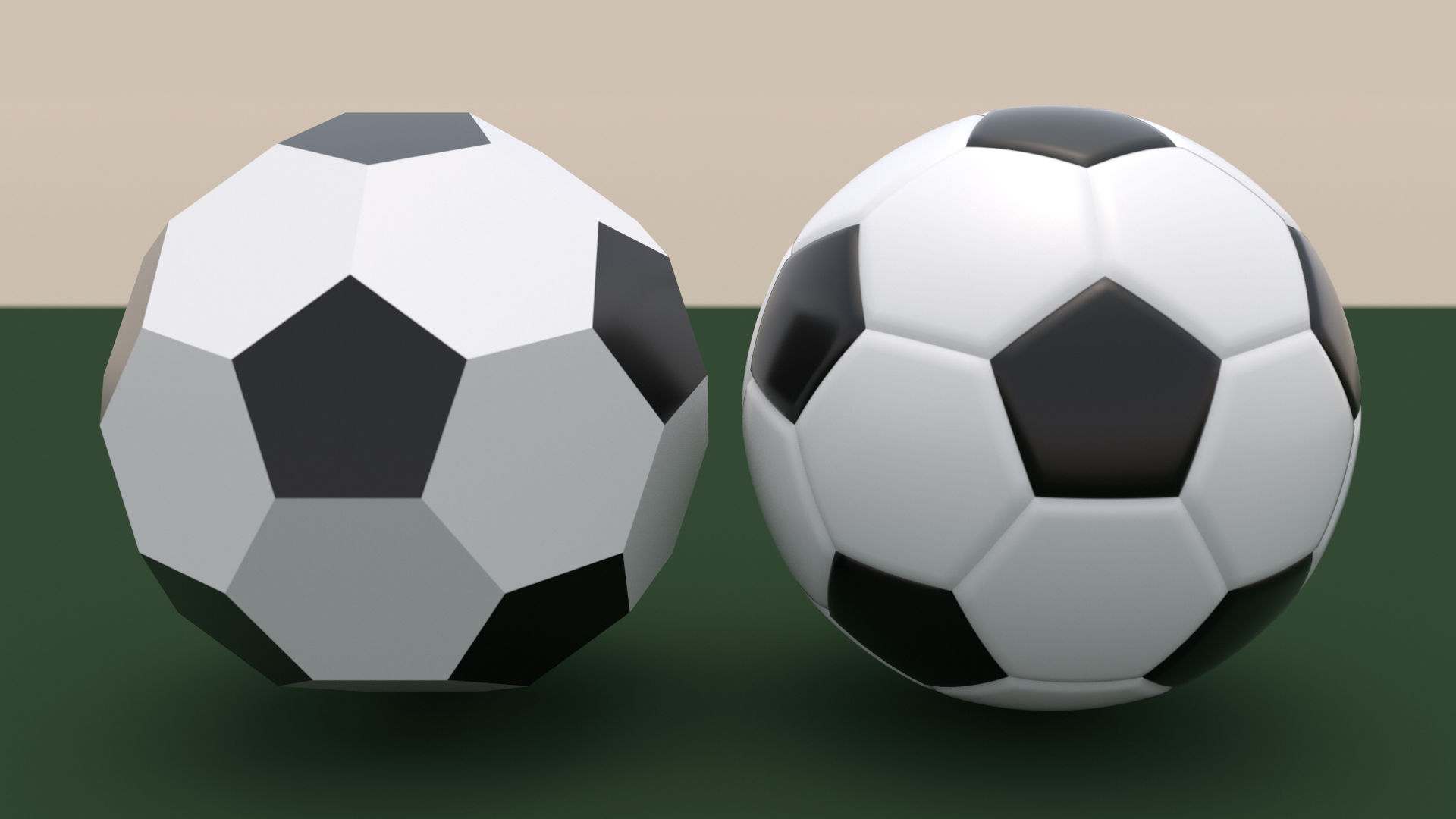
Icosaèdre tronqué et ballon de football.

Un polyèdre sphérique est constitué par un certain nombre d'arcs de grand cercle d'une même sphère (les arêtes) dont les extrémités (les sommets) sont communes à plusieurs arêtes ; les portions de sphère délimitées par les arêtes sont les faces. Autrement dit, un polyèdre sphérique est un pavage de la sphère par des polygones sphériques.
Par abus de langage on appelle aussi polyèdre sphérique  un polyèdre réalisant une approximation de la sphère, comme le dodécaèdre régulier, l'icosaèdre régulier ou l'icosaèdre tronqué.
L'une des façons de construire un polyèdre sphérique consiste à effectuer la projection centrale des sommets et des arêtes d'un polyèdre depuis un point O intérieur au polyèdre, sur une sphère de centre O.